# Angyali üdvözlet (Simone Martini)

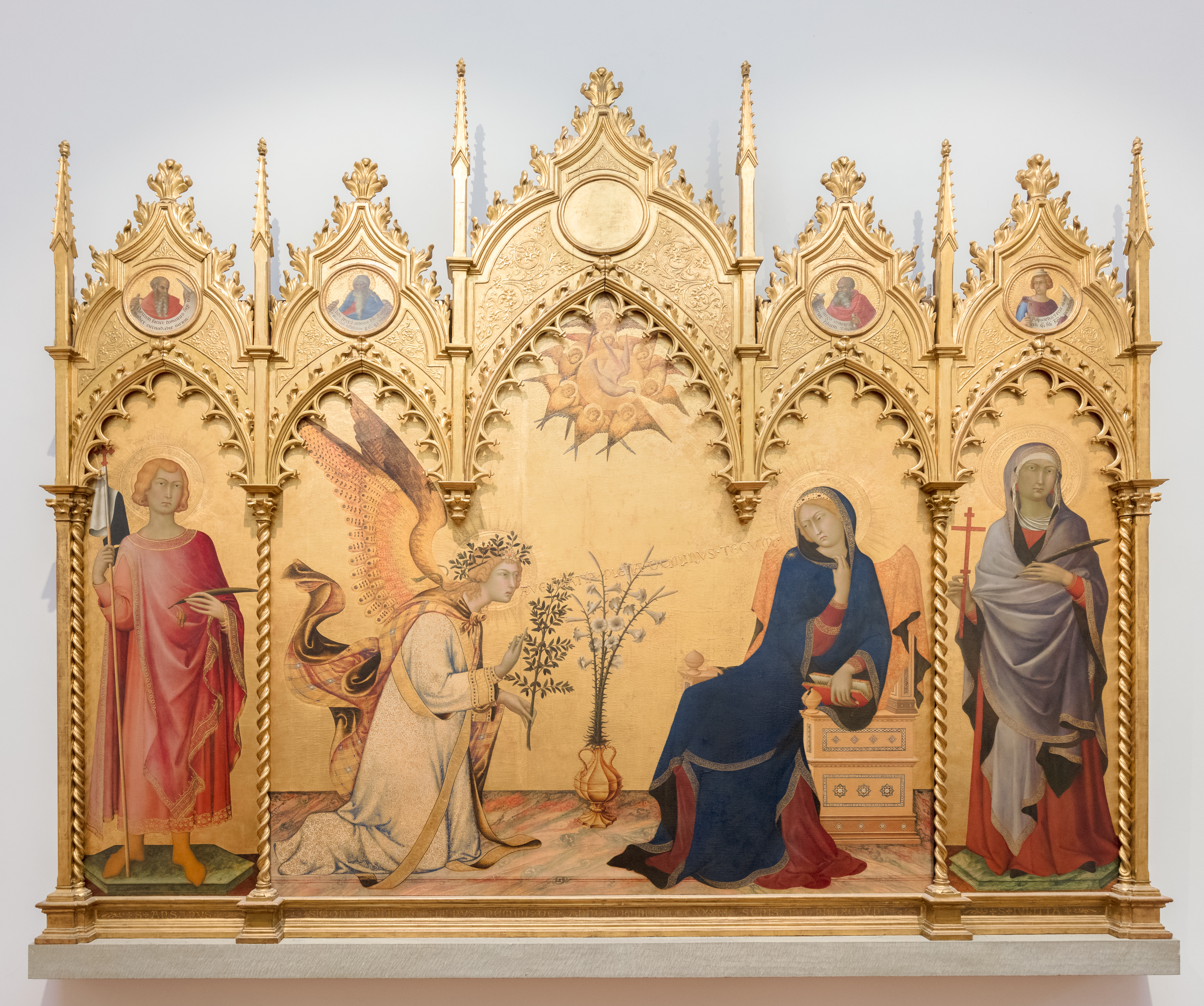
Angyali üdvözlet

Az Angyali üdvözlet Simone Martini alkotása, a firenzei Uffizi képtárban található. A képet Martini fára festette 1333-ban, az elkészítésben Lippo Memmi is közreműködött. A kép mérete 265×305 cm, eredetileg a sienai dóm Sant'Ansano-oltárára készült. A képet mindkét festő szignálta és dátumozta az alul húzódó frízen.

## Leírása
A kép két oldalán lévő szárnyakon Szent Ansanust és Szent Giuliettát ábrázolták, két szent alakját valószínűleg a művész sógora Lippo Memmi festette, erre utal, hogy a két alak nagymértékben különbözik a központi alakoktól. A csúcsíveken elhelyezkedő medalionokban pedig Jeremiás, Ezékiel, Izajás és Dániel próféta látható. Kezükben pergamentekercseket tartanak, ami a megtestesülés misztériumára utal. Az oltárkép közepén, felül lévő tondo üres, valószínűleg Istent ábrázolta.
A kép háttere egyenletes aranyszínű, a jelenet helyszínére a legcsekélyebb utalás sincs. A két főszereplő, Szűz Mária és Gábriel arkangyal között liliomokkal teli váza áll. Mária arcvonásai feszültek, úgy tűnik, mintha az angyal álmából ébresztette volna fel. Összehúzza magát, ahogy meghallja az angyal üzenetét. A színes márványpadlón térdeplő angyal olajágat nyújt Máriának, különleges kockás köntösének redői érzékeltetik viharos megjelenését. Szárnyait a művész miniatúrafestőre valló alapossággal dolgozta ki.